# Nycteola obliquestrigata
Nycteola obliquestrigata är en fjärilsart som beskrevs av Embrik Strand 1917. Nycteola obliquestrigata ingår i släktet Nycteola och familjen trågspinnare. Inga underarter finns listade i Catalogue of Life.